# Гуди (район Афин)
Гуди (до 2006 года греч. Γουδί и после 2006 — греч. Γουδή) — один из исторических районов Афин, расположенный на северо-востоке города. Административно разделен между общиной Афины и пригородом Зографос.

## История
28 августа 1909 года по Гуди началось Афинское восстание, приведшее к смещению Димитриоса Раллиса. Повстанцы требовали воссоединения острова Крит с Грецией и реформирования действующей Конституции. Это событие также известно в современной историографии как Переворот в Гуди.
Процесс греко-турецкого обмена населением 1920-х годов способствовал быстрой урбанизации Гуди. В этот период построено несколько церквей, главное афинское стрельбище, больница имени Королевы Софии и несколько лабораторий для медицинской школы — будущего медицинского факультета в составе Национального университета имени Каподистрии.
15 ноября 1922 года в Гуди состоялась так называемая Казнь шестерых — греческих военных, признанных виновными в поражении Греции в Греко-турецкой войне 1919—1922 годов. Среди них были: Димитриос Гунарис, Георгиос Балтатзис, Николаос Стратос, Николаос Феотокис, Петрос Протопападакис и Георгиос Хадзиянестис.
21 апреля 1967 года в Гуди вступили военные, установив режим военной хунты, известной как «Режим полковников».
Накануне Олимпиады 2004 года в Афинах в районе Гуди возведено несколько спортивных сооружений, где позже провели соревнования по пятиборью и бадминтону.
В начале октября 2010 года в Гуди открыт первый в Греции онкологический центр для детей, ставший через 19 лет после начала сбора пожертвований благотворительной организацией «Эльпида» во главе с послом доброй воли ЮНЕСКО Марианной Вардиноянни.